# Ciclismo ai IX Giochi del Mediterraneo
Le competizioni di ciclismo ai IX Giochi del Mediterraneo si svolsero lungo un percorso cittadino appositamente allestito per i Giochi per quanto riguarda le gare su strada, mentre le gare su pista si sono disputate in un velodromo anch'esso appositamente allestito per i Giochi. Da sottolineare che per questa edizione non sono state previste gare a livello femminile.
La nazione dominatrice della manifestazione in tale specialità fu l'Italia che si aggiudicò 4 medaglie d'oro su 5 gare in programma, vincendo in particolare tutte le gare del ciclismo su pista.
Per il ciclismo su strada furono organizzate le seguenti prove:
- Prova individuale in linea (solo maschile)
- Prova a squadre a cronometro (solo maschile) con un percorso di 97,3 chilometri

per un totale di due medaglie d'oro messe in palio.
Per il ciclismo su pista furono invece organizzate le seguenti prove:
- Prova di inseguimento individuale (solo maschile)
- Prova di velocità (solo maschile)
- Prova del chilometro a cronometro (solo maschile)

per un totale di tre medaglie d'oro messe in palio.

## Medagliere
| Pos.   | Nazione    | Oro | Argento | Bronzo | Totale |
| ------ | ---------- | --- | ------- | ------ | ------ |
| 1      | Italia     | 4   | 1       | 1      | 6      |
| 2      | Jugoslavia | 1   | 1       | 0      | 2      |
| 3      | Francia    | 0   | 2       | 3      | 5      |
| 4      | Grecia     | 0   | 1       | 0      | 1      |
| 5      | Algeria    | 0   | 0       | 1      | 1      |
| Totale | Totale     | 5   | 5       | 5      | 15     |

## Sommario degli eventi
| Evento                   | Oro              | Prestazione | Argento                | Prestazione | Bronzo             | Prestazione |
| Ciclismo su strada       |                  |             |                        |             |                    |             |
| Corsa in linea           | Bojan Ropret     | 4h53'39"    | Kanellos Kanellopoulos | s.t.        | Francesco Cesarini | s.t.        |
| Cronometro a squadre     | Italia           | 2h07'27"    | Jugoslavia             | a 2'10"     | Francia            | a 4'38"     |
| Ciclismo su pista        |                  |             |                        |             |                    |             |
| Inseguimento individuale | Maurizio Colombo | 5'01"27     | Gianpaolo Grisandi     | 5'09"07     | Didier Garcia      |             |
| Velocità                 | Gabriele Sella   |             | Philippe Boyer         |             | Franck Depine      |             |
| Chilometro a cronometro  | Stefano Baudino  | 1'07"950    | Philippe Boyer         | 1'08"940    | Farouk Hamza       | 1'11"310    |